# Tal R
Tal Rosenzweig (* 1967 in Tel Aviv, Israel), bekannt unter seinem Pseudonym Tal R, ist ein dänischer Künstler.

## Leben
Tal Rosenzweig wurde während des Sechstagekriegs in Israel als Sohn einer dänischen Mutter und eines tschechischen Vaters geboren. Die Familie zog ein halbes Jahr später nach Dänemark. Tal R studierte von 1986 bis 1988 an der Kopenhagener Billedskolen u. a. bei Erik Steffensen. Von 1991 und 1993 war er als Lehrer an der Nut Cracker-Art School in Kopenhagen tätig. Anschließend begann er 1994 ein Studium an der Dänischen Königlichen Akademie der Bildenden Künste, das er im Jahr 2000 beendete. Im selben Jahr war er Gastprofessor an der Kunstakademie Helsinki. 2001 war Tal R Atelierstipendiat der Stadt Mönchengladbach. 2003 hatte er eine Gastprofessur an der Hochschule für bildende Künste Hamburg. Seit 2005 unterrichtet Tal R an der Kunstakademie Düsseldorf eine Meisterklasse für Malerei. Seine Werke waren in verschiedenen Gruppenausstellungen sowie in Einzelausstellungen in Dänemark, den USA, Deutschland, Israel und Großbritannien zu sehen. 2009 arrangierte Tal R seine Arbeiten nach eigenem kuratorischem Konzept in der Kunsthalle zu Kiel und der Kunsthalle Tübingen.
Tal R arbeitete u. a. zusammen mit Jonathan Meese und Daniel Richter. Neben Kaspar Kaum Bonnén, Kirstine Roepstorff und John Kørner ist Tal R Mitglied des Künstlerkollektivs Kørners Kontor.
Tal R arbeitet mit den Galeristen Nicole Hackert und Bruno Brunnet von der Contemporary Fine Arts Galerie.

## Werke
In seinen Werken wie Gemälden, Collagen und Installationen verwendet Tal R oft Elemente aus Musik, Comic-Ästhetik, TV und alten Videospielgrafiken. Tal R beschreibt seine Werke selbst als Kolbojnik, nach eigenen Angaben ein in den Kibbuzim für den gemeinsamen Abfalleimer verwendetes jiddisches Wort (die wörtliche Bedeutung wäre in etwa „Besserwisser“, „Schlaumeier“).

## Ausstellungen (Auswahl)
- 2017: Babylonia, Contemporary Fine Arts, Berlin
- 2017: Sex Shops, Victoria Miro Gallery, Berlin
- 2017: Academy, Louisiana – Museum of Modern Art, Copenhagen
- 2016: Garbage Man, Contemporary Fine Arts, Berlin
- 2015: The Oolong,  Contemporary Fine Arts, Berlin
- 2014: The Virgin im ARoS Aarhus Kunstmuseum
- 2013: Egyptian Boy bei Contemporary Fine Arts, Berlin
- 2012: Mann über Bord in der Kunsthalle Düsseldorf und in der Galerie im Taxispalais
- 2011: The Elephant Behind The Clown bei Contemporary Fine Arts, Berlin
- 2011: The Elephant behind the Clown im Der Kunstverein, Hamburg
- 2010: TAL R bei Contemporary Fine Arts, Berlin
- 2009: You laugh an ugly laugh in der Kunsthalle zu Kiel und der Kunsthalle Tübingen
- 2009: Teenager Beach im CAC, Málaga
- 2008: Prince Fruit, Essl Museum, Klosterneuburg / Wien
- 2008: Adieu Interessant, Contemporary Fine Arts, Berlin
- 2007: The Sum, Louisiana Museum for Moderne Kunst, Humlebæk, Dänemark; Bonnefantenmuseum, Maastricht, Niederlande; Camden Arts Centre, London
- 2006: Fruits, Contemporary Fine Arts, Berlin
- 2005: House of Prince, Contemporary Fine Arts, Berlin; Galerie Elisabeth und Klaus Thoman, Innsbruck
- 2005: Mor(mit Jonathan Meese), Statens Museum for Kunst, Kopenhagen
- 2004: Figur, Contemporary Fine Arts, Berlin
- 2003: Arcade, Bawag Foundation, Wien
- 2002: Ike og Ancher, Horsens Kunstmuseum, Horsens, Dänemark
- 2002: Fruitland, Museum Abteiberg, Mönchengladbach
- 2001: Live at Club Sombi, Contemporary Fine Arts, Berlin
- 2000: El Castilio, Aarhus Kunstmuseum, Aarhus, Dänemark
- 2000: Für immer. Gemeinsam mit Daniel Richter in Gesellschaft für Aktuelle Kunst, Bremen
- 2000: Viva Ultra, Holstebro Kunstmuseum, Holstebro, Dänemark
- 1999: Looket, Horsens Kunstmuseum, Horsens, Dänemark
- 1999: Grill 48, Teil der Street Sharks Biennale, Kopenhagen
- 1999: At the Foot of Mount Fuki, Contemporary Fine Arts, Berlin
- 1999: Viva Ultra, Holstebro Kunstmuseum, Holstebro, Dänemark

## Preise (Auswahl)
- 2005: Eckersberg-Medaille

## Film
- „Tal R - En dansk verdensstjerne“ (28:45 Min) von Daniel Dencik